# Крылов, Вадим Викторович
Вадим Викторович Крылов (род. 14.12.1930, Иваново) — конструктор подводных лодок, лауреат Государственных премий СССР и РФ.

## Биография
В 1954 г. с отличием окончил Ленинградский кораблестроительный институт. По распределению направлен в СКБ-143 (в настоящее время ОАО «СПМБМ „Малахит“»).
Должности: инженер-конструктор, начальник конструкторской секции, начальник отдела, с 1976 г. главный конструктор по корпусной части — заместитель главного конструктора СКБ-143.
Участвовал в проектировании, строительстве и сдаче многих АПЛ, начиная с первой атомной подводной лодки «Ленинский комсомол».
Кандидат технических наук (1996). Живёт в Санкт-Петербурге.

## Награды
- 1981 — Государственная премия СССР — за разработку и создание сверхпрочных конструкций из титана для АПЛ проекта 705.
- 1992 — Заслуженный конструктор РФ[1]
- 2009 — Государственная премия РФ в области вооружения и военной техники имени маршала Г. К. Жукова[2].
- Орден «Знак Почёта»
- различные медали.